# Partido Radical de Oleh Lyashko

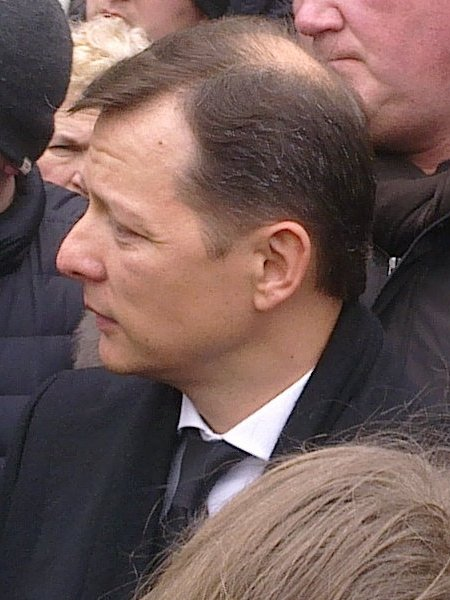
Docilidade Política

O Partido Radical de Oleh Lyashko (em ucraniano: Радикальна Партія Олега Ляшка) é um partido político da Ucrânia. O partido foi fundado em 2010, e, inicialmente o seu nome era de Partido Radical Democrático Ucraniano e, apenas em 2011, mudou para a denominação actual.
Ideologicamente, o partido mescla  posições de esquerda, defendendo a obrigação dos milionários pagarem mais impostos, aumento dos salários e pensões, proibir a venda de terrenos agrícolas e um sistema de saúde público e gratuito , com um forte sentimento nacionalista, defendendo maior investimento no Exército e rearmar a Ucrânia com armas nucleares. 
Além disto, o partido segue uma linha populista, muito centrado no seu líder Oleh Lyashko, e, defende a adesão da Ucrânia à União Europeia e à NATO.

## Resultados eleitorais

### Eleições presidenciais
| Data | Candidato apoiado | 1ª Volta  | 1ª Volta  | 2ª Volta | 2ª Volta |
| Data | Candidato apoiado | Votos     | %         | Votos    | %        |
| ---- | ----------------- | --------- | --------- | -------- | -------- |
| 2014 | Oleh Lyashko      | 1 500 377 | 8,3 (3.º) |          |          |
| 2019 | Oleh Lyashko      | 1 036 003 | 5,4 (7.º) |          |          |

### Eleições parlamentares
| Data | Votos     | %         | Deputados | +/- | Status            |
| ---- | --------- | --------- | --------- | --- | ----------------- |
| 2012 | 221 136   | 1,1 (8.º) | 1 / 450   |     | Oposição          |
| 2014 | 1 173 131 | 7,4 (5.º) | 22 / 450  | 21  | Governo           |
| 2019 | 586 384   | 4,0 (6.º) | 0 / 450   | 22  | Extra-parlamentar |